# Alien vs. Predator (videogioco arcade 1994)
Alien vs. Predator (エイリアンVSプレデター) è un videogioco d'azione beat 'em up sviluppato e pubblicato dalla Capcom per il sistema arcade CPS-2 nel 1994. Il giocatore può controllare fino a tre personaggi su quattro giocabili scegliendo tra umani e Predator in una battaglia contro xenomorfi e soldati umani criminali. Il gioco ebbe una buona accoglienza sia da parte del pubblico che della critica e diventò un classico per molti fan del genere beat 'em up, ma non fu mai portato su nessuna piattaforma domestica.

## Trama
La città immaginaria di San Drad (una possibile traduzione erronea di "San Dorado",  サン・ドラド), in California, è stata invasa dagli xenomorfi e i marines coloniali potenziati ciberneticamente Dutch Schaefer e Linn Kurosawa si ritrovano abbandonati dai loro superiori e messi con le spalle al muro da un'orda di alieni. Prima che vengano uccisi compaiono due Predator che eliminano gli xenomorfi. Essi propongono ai due umani un'alleanza per fermare l'infestazione aliena. Dopo aver distrutto l'alveare degli xenomorfi i protagonisti scoprono che la loro presenza sulla terra è il risultato di un progetto di guerra biologica diretto dal rinnegato generale Bush che lavora per la compagnia Weyland-Yutani. Salgono quindi sulla nave militare del generale quando questa decolla, uccidono la regina degli xenomorfi dopo che essa ha a sua volta ucciso Bush, e programmano la nave per farla schiantare su San Drad causando una grossa esplosione che elimina tutti gli alieni. Il guerriero Predator cede le sue lame da polso a Linn e Dutch in segno di riconoscimento delle loro capacità di guerrieri prima di ripartire per lo spazio. Linn chiede ai due Predator perché abbiano scelto di aiutarli, e la vaga risposta dei due alieni lascia lei e Dutch perplessi a chiedersi se dovranno combattere contro di loro la prossima volta che decideranno di tornare sulla terra.

## Modalità di gioco
Alien vs. Predator adotta un sistema di controlli con joystick a otto direzioni e tre pulsanti: uno per attaccare, uno per saltare e uno per sparare. I cabinati standard permettevano a tre persone di giocare contemporaneamente sebbene in alcuni cabinati più piccoli fosse possibile giocare soltanto in due. Sono disponibili quattro personaggi giocabili: due soldati cyborg, il maggiore Dutch Schaefer e il tenente Linn Kurosawa, e due Predator denominati semplicemente guerriero e cacciatore. Tre di questi quattro sono equipaggiati con un'arma adatta a combattere nella mischia: una katana per Linn, una sorta di arma lunga dotata di lame per il cacciatore e una lancia retrattile per il guerriero. Dutch non possiede armi del genere ma può colpire i nemici con il proprio braccio cibernetico; inoltre può brandire qualsiasi arma da mischia lasciata cadere dagli altri personaggi, invece di lanciarla come fanno gli altri. Ogni personaggio è dotato anche di un'arma in grado di sparare proiettili per gli attacchi a distanza. Linn usa una pistola a fuoco rapido, Dutch ha un'arma da fuoco integrata nel braccio artificiale ed entrambi i Predator usano dei cannoni al plasma montati su una spalla. Le munizioni sono indicate da un contatore nella parte inferiore dello schermo; quando l'indicatore è vuoto il personaggio non può sparare finché il contatore non si ricarica. Le munizioni di Linn si ricaricano più velocemente e ciò consente un maggior numero di colpi, ma essa è del tutto inerme quando ricarica l'arma. Dutch e i Predator possono muoversi e combattere mentre aspettano che le munizioni si rigenerino, e a differenza della pistola di Linn le loro armi si ricaricano gradualmente quando non sparano. Diverse armi come lanciagranate e lanciafiamme possono essere trovate durante il gioco o prese da nemici uccisi, ma hanno munizioni limitate. Il giocatore può trovare anche gioielli che gli faranno ottenere punti bonus, oltre che cibo e medicinali per ripristinare la barra della salute.
Il gioco è strutturato in sette livelli e oltre ai molteplici nemici ordinari sarà necessario sconfiggere anche diversi boss.

## Personaggi

### Personaggi giocabili
Ciascuno dei quattro personaggi disponibili possiede delle caratteristiche peculiari come ad esempio diversi livelli di forza, agilità e velocità oltre che attacchi differenti.
- Guerriero Predator (プレデター・ウォリアー): è il più anziano dei due Predator. È un personaggio ben bilanciato e potente che non ha debolezze; vanta eccellente portata, danno e priorità in tutti i suoi attacchi.
- Cacciatore Predator (プレデター・ハンター): più giovane del guerriero, combatte in maniera molto simile a quest'ultimo pur avendo una capacità di recupero più lenta e minore priorità in molti degli attacchi. Compensa queste mancanze con un attacco in salto più potente.
- Maggiore Dutch Schaefer (ダッチ・シェーファー): prende il nome dal personaggio del film Predator interpretato da Arnold Schwarzenegger, su cui è anche vagamente basato. È un essere umano con un braccio artificiale che include un'arma da fuoco. I suoi attacchi sono potenti ma lenti e invece di saltare si lancia in avanti.
- Tenente Linn Kurosawa (リン・クロサワ): è un cyborg che usa una pistola e una katana ed è in grado di eseguire diversi attacchi ispirati alle arti marziali. È più veloce e più agile di Dutch ma è meno potente e i suoi attacchi hanno una portata inferiore. Pur avendo diverse tecniche è il personaggio che richiede più abilità e più esperienza per essere usata in maniera efficace. Secondo il ricercatore Sebastien Hock-koon, "quando un giocatore combina efficacemente la gestione delle munizioni e quella dei movimenti la pistola di Linn diventa veramente l'arma più potente del gioco."[2]

### Nemici
Nel gioco sono presenti diversi tipi di nemici sia umani che alieni. Tra questi ultimi, ai classici xenomorfi comparsi in diversi media della serie Alien si affiancano altri ideati appositamente per il gioco che non appaiono altrove.

## Sviluppo e pubblicazione
Il gioco è basato su un'iniziale bozza di un copione per un possibile adattamento cinematografico della serie a fumetti Alien vs. Predator e doveva essere un tie-in per il film. Sebbene la bozza fosse stata successivamente rifiutata, la Capcom aveva già completato il gioco volendo che il film uscisse in concomitanza con esso. Il film Alien vs. Predator non uscì però fino al 2004 ed è basato su una trama molto diversa, così il gioco fu immesso sul mercato nel 1994 come storia a sé stante.
Un porting per Sega 32X fu annunciato per il 1995 ma non fu mai effettuato.

## Accoglienza
Alien vs. Predator fu accolto molto bene dalla critica. La rivista GamePro gli assegnò un punteggio massimo di 5.0 in tutte e quattro le categorie (grafica, suono, controlli e fattore divertimento). Electronic Gaming Monthly lo salutò come "tutto ciò che ci si potrebbe aspettare dai creatori di Street Fighter II e The Punisher". L'italiana Game Power tuttavia evidenziò come fosse un titolo ben realizzato, ma non particolarmente innovativo, assegnando un 77%.
Secondo una retrospettiva di GameSpot, Alien vs. Predator aveva "ottima grafica ed effetti speciali" ed era "un'avventura e un dannato mangia-monete". Il sito WatchMojo.com lo ha valutato positivamente assegnandogli la quarta posizione nella top ten dei migliori picchiaduro in 2D e la sesta nella top ten dei migliori picchiaduro a scorrimento. Nel 2012 il sito Heavy.com lo pose alla dodicesima posizione nella classifica dei migliori picchiaduro di tutti i tempi e Kotaku lo incluse tra i più bei picchiaduro dell'era a 16-bit. Lo stesso anno il sito Arcade Sushi lo valutò come il secondo migliore videogioco retro di questo genere, considerandolo uno dei migliori picchiaduro arcade di sempre. Secondo Destructoid il gioco rappresenta "un classico degli arcade ricordato con affetto ancora oggi" mentre per la rivista Retro Gamer è un "gioco eccellente" e "un classico che, a nostro parere, si erge come uno dei migliori esempi di incroci tra marchi mai visti in un videogioco". Nel 2013 la Capcom dichiarò che la richiesta di un remake in HD di Alien vs. Predator da parte dei fan era superiore a quella di qualsiasi altro dei loro giochi "retro".

## Eredità
Linn Kurosawa (descritta da Retro Gamer come "un'eroina simile a Jill Valentine con riflessi e attacchi da ninja") è apparsa brevemente in altri titoli Capcom, ossia Street Fighter Alpha 2, Street Fighter III: 2nd Impact e Namco × Capcom (in cui Sylphie, un personaggio di Forgotten Worlds, si trasforma in Linn quando effettua il suo attacco speciale). Il suo design fu parzialmente riutilizzato per il personaggio di Ibuki, introdotto nel 1997 nella serie Street Fighter, e somiglia inoltre anche a Simone di Cannon Spike, altro videogioco Capcom.
Secondo l'ex designer della Treasure Tetsuhiko Kikuchi, Alien vs. Predator e Mad Stalker: Full Metal Force furono le principali fonti d'ispirazione per il suo picchiaduro del 1996 Guardian Heroes. Il gioco è inoltre stato d'ispirazione per i creatori di River City Ransom: Underground.
Tra il 2017 e il 2018 la NECA ha prodotto delle action figure raffiguranti i personaggi del gioco, tra cui tutti e quattro i personaggi giocabili e alcuni nemici.